# Nigdziebądź
Nigdziebądź (oryg. ang. Neverwhere) – powieść z gatunku urban fantasy angielskiego autora Neila Gaimana z 1996 roku, nowelizacja scenariusza miniserialu pod tym samym tytułem, autorstwa Gaimana i Lenny’ego Henry’ego, wyemitowanego w 1996 przez stację BBC Two.
Polskie wydanie, w tłumaczeniu Pauliny Braiter, ukazało się nakładem wydawnictwa Mag w 2001 (ISBN 83-87968-28-5). W 2014 w antologii Rogues pod redakcją George’a R.R. Martina i Gardnera Dozoisa ukazało się opowiadanie „How the Marquis Got His Coat Back”, którego akcja dzieje się w świecie powieści Nigdziebądź. Wznowiona polska edycja powieści z 2016 zawiera dołączone opowiadanie, pod tytułem O tym jak markiz odzyskał swój płaszcz.
Autor planuje kontynuację, która ma nosić tytuł The Seven Sisters.

## Fabuła
Richard Mayhew przybywa ze Szkocji do Londynu, by robić karierę w ubezpieczeniach. Niespecjalnie mu to jednak wychodzi – może dlatego, że tak naprawdę nie czuje powołania do tego zawodu. Podobnie zresztą jak do związku z ambitną i piękną Jessicą. Idąc na kolację z szefem narzeczonej, Jessem, napotykają leżącą na ulicy dziewczynę, ciężko ranną i wyczerpaną. Jess, zgodnie ze swoimi zasadami, omija ją szerokim łukiem, natomiast Richard nieoczekiwanie stwierdza, że musi jej pomóc, mimo iż prawie na pewno, oznacza to zerwanie narzeczeństwa. Kobieta, którą uratował przed śmiercią nie jest jednak zwyczajnym człowiekiem. Drzwi, bo tak brzmi jej imię, jest członkiem szacownego, starego rodu zamieszkującego Londyn Pod, świat istniejący pod ziemią. Świat, gdzie magia istnieje naprawdę, gdzie szczury i ptaki porozumiewają się z ludźmi, gdzie istnieją anioły (przynajmniej jeden), a zabicie kogoś nie do końca wiąże się z utratą życia. Drzwi jest ostatnim żyjącym członkiem swojej rodziny, pozostali zostali wymordowani przez bezwzględnych panów Vandemara i Croupa, realizujących zamówienie swego tajemniczego zleceniodawcy. Richard, spełniając prośbę Drzwi, sprowadza do niej nieco cynicznego i aroganckiego Markiza De Carabas, który, wypełniając stary dług, ma – według swoich słów – „zdeopresjonować” młodą damę.
Właśnie Markiz po raz pierwszy wprowadza oszołomionego Richarda do Londynu Pod.
Dalej wszystko toczy się jak we śnie. Richard towarzyszy Drzwi i Markizowi w podróży na Targ, gdzie wynajmują ochroniarza – niepokonaną Łowczynię. Spełniając polecenie nieżyjącego ojca, Drzwi, wraz ze swymi towarzyszami, musi dostać się do anioła Islingtona, który, jako jedyny, może jej pomóc. Anioł jednak wysyła grupę dalej – po srebrny klucz do pilnujących go czarnych mnichów. Podróże po zakamarkach Londynu Pod są niebezpieczne, zwłaszcza że bezustannie tropią ich zabójczo dowcipni panowie w czerni. Niemniej są osoby, które im pomagają: szczuromówcy, Lamia i jej siostry, Serpentyna, olbrzymi kowal i Stary Bailey. Drużyna zdobywa jednak klucz i wraca do anioła, który okazuje się zleceniodawcą panów Vandemara i Croupa, starającym się wydostać ze swojego wielowiekowego więzienia do nieba. Na szczęście Drzwi, przewidując kłopoty, dorobiła identyczny klucz, przy pomocy którego wysyłała wszystkich złoczyńców na drugi koniec wszechświata. Richard, spełniwszy w końcu swą misję może zrobić to o czym marzył przez cały czas – użyć klucza do powrotu do swojego, normalnego świata. Wróciwszy tam, stwierdza jednak, że chyba w marzeniach zbytnio idealizował swoje dotychczasowe życie. Po pobycie w Londynie Pod, tu wszystko wydaje mu się bezbarwne i płaskie. W akcie desperacji, sztyletem odziedziczonym po Łowczyni rysuje na ceglanym murze drzwi, z których wyłania się Markiz i zabiera go z powrotem do nierealnego-realnego świata, gdzie Richard wreszcie znajduje swoje miejsce.

## Postacie
- Richard Mayhew – młody i przeciętny pracownik biura inwestycyjnego, który przypadkiem dowiaduje się o istnieniu równoległego świata pod Londynem.
- Drzwi – dziewczyna z Londynu Pod. Tak jak reszta jej rodziny, Drzwi ma zdolność „otwierania” wszystkiego, czego dotknie.
- Markiz de Carabas – mieszkaniec Londynu Pod. Choć bywa wyrachowany i arogancki, jest niezwykle lojalny i pomocny dla Drzwi.
- Pan Croup – płatny zabójca. Autor w kilku akapitach sugeruje, że Croup, podobnie jak Vandermar, nie jest człowiekiem, chociaż obaj przypominają ludzi. Sadystyczny i zarozumiały, jest mózgiem duetu. Używa długich, kwiecistych i staroświecko brzmiących zdań. Posiada pewne cechy upodabniające go do lisa.
- Pan Vandemar – towarzysz Pana Croupa. Równie okrutny, choć mniej elokwentny. Niemal niemożliwy do pokonania. Porozumiewa się krótkimi, prostymi zdaniami. Lubi pastwić się nad ofiarą, nim zabije ją w okrutny sposób. Posiada pewne cechy upodabniające go do wilka.
- Łowczyni – legendarna i nieustraszona wojowniczka z Londynu Pod. Zostaje wynajęta przez Drzwi jako jej strażniczka.
- Stary Bailey – starzec mieszkający na dachach Londynu Nad. Specjalizuje się w sprzedawaniu informacji i schwytanych ptaków. Przyjaciel Drzwi i Richarda.
- Anioł Islington – główny antagonista.

## Adaptacje
W 2013 roku BBC Radio 4 wyprodukowało radiową adaptację powieści. Zagrali w niej m.in. James McAvoy, Benedict Cumberbatch, Natalie Dormer i Christopher Lee.